# Premier-Liha de 2010–11
O Premier-Liha de 2010–11 é o vigésimo desde seu estabelecimento e o terceiro desde sua reorganização. O Shakhtar Donetsk é o defensor do título, tendo ganho seu 5.º no campeonato passado. Um total de 16 times irão participar, sendo 14 remanescentes da temporada 2009/10 e dois promovidos da 2ª divisão.
A competição começou em 9 de julho de 2010 com quatro jogos. Depois da 19ª rodada, a competição será suspensa para a pausa de inverno e irá recomeçar em 5 de março de 2011.

## Mudanças para esta temporada
Chornomorets Odessa e Zakarpattia Uzhhorod foram rebaixados por terminarem, respectivamente, em 15º e 16º lugar. Eles foram substituídos pelo campeão e vice-campeão da temporada 2009-10 da segunda divisão: FC Sevastopol e FC Volyn Lutsk.

## Estádios e locais
| Time                     | Cidade         | Estádio                          | Capacidade |
| ------------------------ | -------------- | -------------------------------- | ---------- |
| FC Arsenal Kiev          | Kiev           | Bannikov Stadium                 | 1.678      |
| FC Dnipro Dnipropetrovsk | Dnipropetrovsk | Dnipro Arena                     | 31.003     |
| Dínamo de Kiev           | Kiev           | Estádio Dínamo Lobanovsky        | 16.873     |
| FC Illichivets Mariupol  | Mariupol       | Illichivets Stadium              | 12.680     |
| FC Karpaty Lviv          | Lviv           | Ukraina Stadium                  | 28.051     |
| FC Kryvbas Kryvyi Rih    | Kryvyi Rih     | Metalurh Stadium                 | 29.783     |
| FC Metalist Kharkiv      | Carcóvia       | Estádio Metalist                 | 38.633     |
| FC Metallurg Donetsk     | Donetsk        | Metalurh Stadium                 | 5.094      |
| FC Metalurh Zaporizhya   | Zaporójia      | Slavutych Arena                  | 11.983     |
| FC Obolon Kyiv           | Kiev           | Obolon Stadium                   | 4.305      |
| FC Sevastopol            | Sebastopol     | Lokomotiv Stadium                | 19.978     |
| FC Shakhtar Donetsk      | Donetsk        | Donbass Arena                    | 51.504     |
| SC Tavriya Simferopol    | Simferopol     | Lokomotiv Stadium                | 19.978     |
| FC Volyn Lutsk           | Lutsk          | Avanhard Stadium                 | 10.792     |
| FC Vorskla Poltava       | Poltava        | Estádio Oleksiy Butovsky Vorskla | 25.000     |
| FC Zorya Luhansk         | Lugansk        | Avanhard Stadium                 | 22.320     |

## Classificação
|    |     | Classificação Final 2010-2011 | Pts | J  | V  | E  | D  | GF | GS | SG  |
| -- | --- | ----------------------------- | --- | -- | -- | -- | -- | -- | -- | --- |
| LC | 1.  | Shakhtar Donetsk              | 72  | 30 | 23 | 3  | 4  | 53 | 16 | +37 |
| LC | 2.  | Dynamo Kyiv                   | 65  | 30 | 20 | 5  | 5  | 60 | 24 | +36 |
| LE | 3.  | Metalist Kharkiv              | 60  | 30 | 18 | 6  | 6  | 58 | 26 | +32 |
| LE | 4.  | Dnipro Dnipropetrovsk         | 57  | 30 | 16 | 9  | 5  | 46 | 20 | +26 |
| LE | 5.  | Karpaty Lviv                  | 48  | 30 | 13 | 9  | 8  | 41 | 34 | +7  |
| LE | 6.  | Vorskla Poltava               | 39  | 30 | 10 | 9  | 11 | 37 | 32 | +5  |
|    | 7.  | Tavriya Simferopol            | 39  | 30 | 10 | 9  | 11 | 44 | 46 | -2  |
|    | 8.  | Metalurh Donetsk              | 38  | 30 | 11 | 5  | 14 | 36 | 45 | -9  |
|    | 9.  | Arsenal Kyiv                  | 37  | 30 | 10 | 7  | 13 | 36 | 38 | -2  |
|    | 10. | Obolon Kyiv                   | 34  | 30 | 9  | 7  | 14 | 26 | 38 | -12 |
|    | 11. | Volyn Lutsk                   | 34  | 30 | 9  | 7  | 14 | 27 | 49 | -12 |
|    | 12. | Zorya Luhansk                 | 30  | 30 | 7  | 9  | 14 | 28 | 40 | -12 |
|    | 13. | Kryvbas Kryvyi Rih            | 29  | 30 | 6  | 11 | 13 | 27 | 45 | -18 |
|    | 14. | Illichivets Mariupol          | 29  | 30 | 7  | 8  | 15 | 45 | 67 | -22 |
|    | 15. | FC Sevastopol                 | 27  | 30 | 7  | 6  | 17 | 26 | 48 | -22 |
|    | 16. | Metalurh Zaporizhya           | 24  | 30 | 6  | 6  | 18 | 18 | 40 | -22 |